# Чочхаті
Чочхаті (груз. ჩოჩხათი) — село в Грузії.
За даними перепису населення 2014 року в селі проживає 580 осіб.